# Chantal De Waele
Chantal De Waele (Kortrijk, 6 juli 1957) is een Belgische presentatrice. Tijdens een carrière in het onderwijs begon ze te presenteren bij Scorpio, Radio Sinjaal en ROB tv. Van 1989 tot 2018 werkte ze o.m. bij de Nachtradio van VRT, Radio 1, Canvas en Klara. Daar maakte ze de radioreeksen Monsieur Rameau (2014), Mon ami Satie (2016) en Winterreise (2018). Op 1 september 2018 nam ze afscheid van de radio met een special rond Schwanengesang van Schubert. 

## Biografie
Ze is een enthousiaste amateur-kok en was bezieler van het culinair-literair genootschap Table d'Amis. Literaire diners mét poëzie gekozen en gebracht door de gasten in haar huiskamer aan de Bondgenotenlaan. 
Samen met Patrick De Rynck gaf ze de antieke mythologie een stevige facelift in de productie 'De knipoog van Medusa'. Verder werkt(e) ze mee aan literaire programma's rond o.m. Multatuli, Arthur Rimbaud en Guido Gezelle en deed/doet ze verschillende presentaties van boeken, dichtbundels en concerten. 
Van 2000 tot 2005 toerde ze met acteur Erik Burke door heel Vlaanderen met het literaire diner "de Dichter en de Chef", een productie van 80 voorstellingen. Van huiskamers tot culturele centra.  
In 2013-14 speelde ze de rol van Germaine Tailleferre in Les Six met I Solisti del Vento.  

### Studies
Ze volgde middelbaar onderwijs in het RHIZO Lyceum OLV Vlaanderen Kortrijk. Daarna studeerde ze klassieke filologie aan de Kulak en Katholieke Universiteit Leuven, en dictie, voordracht en muziekgeschiedenis bij Jos Meersmans aan de academie van Leuven. Intussen volgt ze al bijna 20 jaar een opleiding bij de Franse ragameester Gilles Petit. 